# George Davis (Autor)
George Davis (* 4. Februar 1906 in Chicago; † 25. November 1957 in Berlin) war ein US-amerikanischer Autor und Zeitschriften-Herausgeber.

## Leben
Davis war ein Kind kanadischer Einwanderer. Er lebte mit seiner Familie ab 1910 in Clinton, Michigan und zog mit ihr 1918 nach Highland Park bei Detroit. Kurzzeitig besuchte er das Detroit City College, die heutige Wayne State University, und ging bald nach seiner Einschreibung nach Chicago. Dort arbeitete er im Büro eines Stahlunternehmens, bevor er eine Stelle in der Buchabteilung von Marshall Field & Company annahm.
1927 reiste er mit finanzieller Unterstützung seines Vaters nach Paris, wo er mit der Arbeit an seinem Roman The Opening of a Door begann, der 1931 veröffentlicht wurde. Nach seiner Rückkehr aus Frankreich lebte er überwiegend in New York City.
Von 1936 bis 1941 arbeitete Davis dort als Belletristik-Redakteur der Modezeitschrift Harper’s Bazaar und war danach acht Jahre Redakteur bei der Frauenzeitschrift Mademoiselle. Im Rahmen seiner Herausgebertätigkeit unterstützte er junge Literaten wie Truman Capote, Ray Bradbury, Jane Bowles und Robert Lowry, von denen er zahlreiche Erzählungen erstmals veröffentlichte.
Im Oktober 1940 gründeten Davis und mehrere Freunde, darunter Gypsy Rose Lee, eine Künstlerkommune in dem Haus 7 Middagh Street in Brooklyn Heights. Anaïs Nin nannte sie „February House“, da viele ihrer Bewohner im Februar Geburtstag hatten. In den Räumlichkeiten wohnten Künstler wie Benjamin Britten, W. H. Auden und Carson McCullers.

## Ehe mit Lotte Lenya
Davis war homosexuell, heiratete jedoch am 7. Juli 1951 Lotte Lenya, die Witwe des Komponisten Kurt Weill, die er bereits um 1930 kennengelernt hatte. Er widmete sich von nun an ganz ihrer Karriere und überredete sie, wieder als Sängerin und Schauspielerin aufzutreten.
Zusammen mit seiner Frau hielt er sich vom 3. April bis Mitte Juli 1955 in Deutschland auf, wo beide auch mit Bertolt Brecht zusammentrafen. Bei einem zweiten Aufenthalt in Deutschland starb er 1957 infolge eines Herzinfarkts im Berliner Lazarus-Krankenhaus.

## Trivia
Truman Capote persiflierte George Davis in der Figur „Boaty“ in seinem unvollendeten Roman Erhörte Gebete.

## Werke (Auswahl)
- The Opening of a Door, Roman, New York 1931